# Hanne Darboven

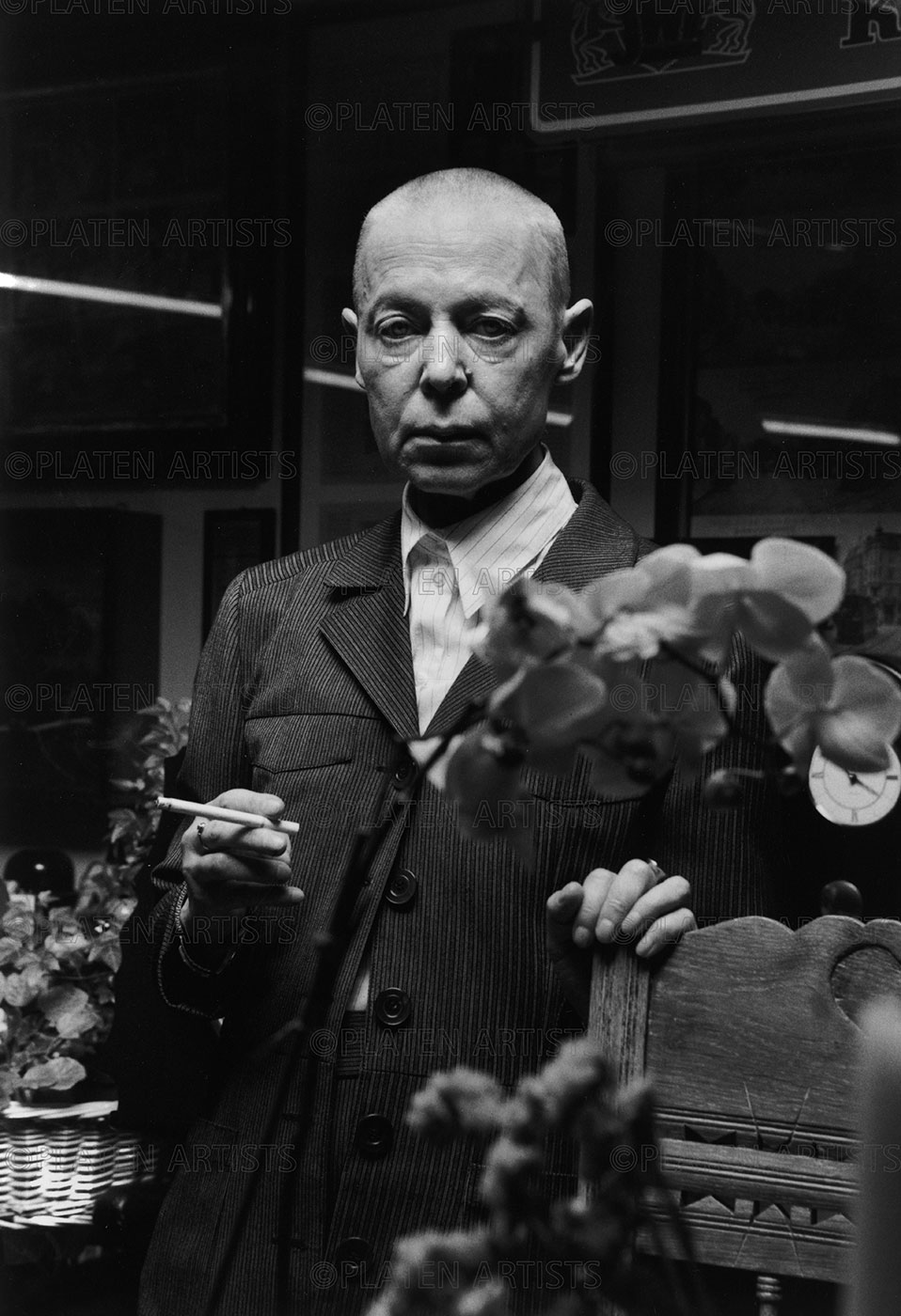
Angelika Platen: Hanne Darboven, Verblühende Zeit, Hamburg 2002

Hanne Darboven (* 29. April 1941 in München; † 9. März 2009 in Hamburg-Rönneburg) war eine deutsche Konzeptkünstlerin. Bekannt wurde sie durch ihre Schreibzeichnungen, die auf Zahlenoperationen, Ausschreibungen von Ziffern sowie auf rhythmischen Linien und Durchstreichungen beruhen.

## Leben und Werk
Hanne Darboven, Tochter von Kirsten Darboven und Cäsar Darboven, wuchs im Süden Hamburgs, in Rönneburg, als mittlere von drei Töchtern in einer Hamburger Kaufmannsfamilie auf. Ihr Vater war Inhaber der Harburger Kaffeefirma J. W. Darboven (nicht mit der Kaffeefirma J. J. Darboven zu verwechseln).
Bis 1962 besuchte Hanne Darboven den musischen Oberstufen-Zweig der Walddörfer-Schule in Hamburg-Volksdorf, der weite Weg vom Familienanwesen auf der südlichen Elbseite wurde mit Hilfe eines Chauffeurs des Vaters bewältigt.
Nach ihrem Studium von 1962 bis 1965 an der Hochschule für Bildende Künste in Hamburg bei Willem Grimm und Almir Mavignier ging sie 1966 für zwei Jahre nach New York und begann, anfänglich in völliger Isolierung von der New Yorker Kunstwelt, eigene Wege zu gehen. Im Winter 1966/67 kam sie in Kontakt mit Künstlern der Minimal Art wie Sol LeWitt und Carl Andre, mit denen sie sich anfreundete. In dieser Zeit entstanden die ersten seriellen konstruktionsartigen Zeichnungen auf Millimeterpapier unter Einbeziehung von Kalenderdaten, „indem sie Additionen vornimmt bzw. Quersummen von den natürlichen Zahlen 1 bis 9 bildet“, sowie „geometrische und ausgeschriebene Mengendarstellungen von Zeiträumen aufgrund der Quersumme der Tage nach selbstgewählten ‚Indices‘“.
In New York entwickelte Darboven im Rahmen einer Konzept- und Minimal-Kunst Systeme einfacher Zahlenabläufe in Zahlenkolonnen und Kästchen nach scheinbar beliebigen Kalenderdaten nach streng vorbestimmten Strukturen (zum Beispiel 3 5 7 5 3) mit komplexen Variationsfolgen. In der „Galerie Konrad Fischer“ in Düsseldorf hatte sie 1967 ihre erste Einzelausstellung. 1969 kehrte sie nach Hamburg zurück und begann mit dem Abschreiben von Gedichten nach eigenen Indices. 1973 stellte Darboven ihre Werke bei Leo Castelli in New York aus.
Ab 1975 befasste sich Darboven mit ihrem Hauptwerk, der Schreibzeit, in der sie erlebte Geschichte durch Zahlencodierungen, Worttexte, Diagramme und Fotografien festhält, „um sich des weitgehend unbewußten Zeitflusses mit all seinen Informationen und Nachrichten zu vergewissern.“ In der Arbeit Friedrich II, Harburg 1986 verwendete sie vierhundertmal das Motiv einer Postkarte aus dem Jahr 1910 mit der Ansicht eines Platzes in Harburg, auf dem auch das Stammhaus der Darbovens zu sehen ist. Auf 19 Blättern davon schrieb sie die Biografie Friedrichs II. von Preußen ab. Vier weitere Blätter benötigte sie für die Überleitung zum Heute, sieben für Jahresrechnungen und 365 für Tagesrechnungen. Die Rechnungen bestehen aus dem Weiterrechnen von Quersummen, sodass am Ende jeder Tag seine eigene Zahl hat, durch die jeder Tag zum Individuum wird.
1980 begann sie, ihre Zahlensysteme nach einem einfachen Prinzip (Zahl 0 = Note d etc.) in Notenfolgen umzusetzen, die sie von einem professionellen Musiker in traditioneller Weise für verschiedene Instrumente arrangieren ließ.
Die international renommierte Künstlerin lebte zurückgezogen und öffentlichkeitsscheu in einem ausgebauten Bauernhaus bzw. Gutshaus ihrer Familie in Hamburg-Rönneburg. Sie starb dort am 9. März 2009 im Alter von 67 Jahren an Lymphdrüsenkrebs, ihr Grab befindet sich auf dem weitläufigen Grundstück des Anwesens „Am Burgberg“ in Hamburg-Rönneburg.

## Hanne Darboven Stiftung
Im Jahr 2000 begründete sie die nach ihr benannte Hanne Darboven Stiftung in Hamburg, die „das umfangreiche Schaffen ihrer Stifterin als international anerkannter Künstlerin bewahren und der Öffentlichkeit zugänglich machen“ sowie junge Künstler unterstützen soll. Der Vorsitzende ist Christoph H. Seibt.
Die Hanne Darboven Stiftung hat im Juli 2012 das ehemalige Elternhaus von Hanne Darboven von der Stadt Hamburg erworben. Die Hanne Darboven Stiftung will dieses Haus dazu nutzen, um die Arbeiten der Künstlerin wissenschaftlich zu erfassen und der Allgemeinheit zugänglich zu machen. Die offizielle Schlüsselübergabe fand am 18. Juli 2012 statt. Damit ist jetzt die Stiftung neuer Eigentümer der Villa in Rönneburg. Das Hanne Darboven Dokumentationszentrum in der Stiftungsvilla Am Burgberg wurde am 25. Februar 2017 eröffnet.

## Ausstellungen (Auswahl)
- 1967: Galerie Konrad Fischer, Düsseldorf (zusammen mit Charlotte Posenenske)
- 1969: Kunsthalle Bern, When Attitudes Become Form –Live in your head
- 1972: documenta 5, Kassel
- 1973: Biennale von São Paulo, São Paulo
- 1974: Kunstmuseum Basel, Ein Monat, ein Jahr, ein Jahrhundert; Leo Castelli, New York; Ileana Sonnabend Gallery, New York
- 1977: documenta 6, Kassel
- 1979: Biennale of Sydney, Sydney
- 1982: documenta 7, Kassel
- 1982: Biennale von Venedig, Venedig
- 1984: Von hier aus – Zwei Monate neue deutsche Kunst in Düsseldorf, Düsseldorf
- 1989: Museum Ludwig in Rheinhallen, Köln, Bilderstreit
- 1990: Portikus, Frankfurt; Museum of Contemporary Art, Los Angeles
- 1996: Dia Center for the Arts, New York
- 1997: Staatsgalerie Stuttgart, Kinder dieser Welt; Neue Nationalgalerie Berlin; Haus der Kunst, München
- 1999: Hommage à Picasso Deichtorhallen Hamburg (zusammen mit Andrea Zittel, Inez van Lamsweerde)
- 2002: documenta 11, Kassel, Poems: 4 × 136 Wunschkonzert, Rauminstallationen, Filme, Sextett für Streicher, opus 44
- 2003: MUMOK, Wien, Hanne Darboven. Bücher
- 2004: hanne darboven / ein jahrhundert-abc. Ausstellung in der Kestner Gesellschaft Hannover.
- 2006: Deutsche Guggenheim, Berlin, Hommage à Picasso (1995–2006)
- 2010: Museum für Moderne Kunst (MMK), Frankfurt am Main, Ausstellung: Radical Conceptual
- 2011: Museum für Moderne Kunst (MMK), Frankfurt am Main, Ausstellung: MMK 1991–2011. 20 Jahre Gegenwart
- 2013: Fondazione Prada, Venezia, Ausstellung When attudes become Form
- 2014: Museo Nacional Centro de Arte Reina Sofia, Madrid, Einzelausstellung  The order of time and things
- 2015: Kunst- und Ausstellungshalle der Bundesrepublik Deutschland, Bonn, Zeitgeschichten[9]; Haus der Kunst, München, Aufklärung/Enlightenment[10]
- 2017: Sammlung Falckenberg – Deichtorhallen Hamburg, Hanne Darboven – Gepackte Zeit, 25. Februar bis 3. September 2017
- 2017: Hamburger Bahnhof, Berlin – Hanne Darboven. Korrespondenzen – 19. Mai bis 27. August 2017
- 2020: Museum Küppersmühle für Moderne Kunst (MKM), Duisburg, Ausstellung: Hanne Darboven – Der Regenmacher[11]

## Ehrungen (Auswahl)
- 1985 Edwin-Scharff-Preis der Freien und Hansestadt Hamburg
- 1994 den Lichtwark-Preis der Stadt Hamburg
- 1997 Mitglied der Akademie der Künste in Berlin
- 2000 Ehrenprofessur der Hochschule für bildende Künste Hamburg[12]
- 2011 Benennung des Hanne-Darboven-Rings im Hamburger Stadtteil Eißendorf[13]

## Werke in öffentliche Sammlungen (Auswahl)
- Art Institute of Chicago, Chicago: Seven Panels and Index, Graphit und graue Tinte auf Velin-Papier, 1973, 1977.600a-h
- ARCO Foundation Collection, Madrid
- Centre Georges Pompidou, Paris: Rund 24 Arbeiten der Künstlerin[14]
- Dia:Beacon, Beacon / NY
- Dia:Chelsea, New York
- Hamburger Bahnhof, Berlin
- Hamburger Kunsthalle, Hamburg: über 300 Werke der Künstlerin[15]
- Kunstmuseen Krefeld, Krefeld
- Ludwig Forum für Internationale Kunst, Aachen
- MADRE, Neapel
- Museum Abteiberg, Mönchengladbach
- Museum für Moderne Kunst, Frankfurt am Main: Ein Jahrhundert – Johann Wolfgang von Goethe gewidmet, 1971–1982[16]
- Museum Küppersmühle, Duisburg
- National Museum of Art, Architecture and Design, Oslo
- Bundeskunstsammlung, Bonn
- Schaulager, Basel
- Städel Museum, Frankfurt
- Stedelijk Museum voor Actuele Kunst (S.M.A.K.) in Gent